# Metameria (chemia)
Metameria – rodzaj izomerii strukturalnej, zjawisko występowania cząsteczek o tej samej liczbie tych samych atomów (identyczny skład chemiczny), różniących się jednak typem grup funkcyjnych bądź położeniem wiązania wielokrotnego, np.:
- różne grupy funkcyjne (C2H4O2):
CH3COOH – kwas octowy
HCOOCH3 – mrówczan metylu
- inaczej położone wiązanie wielokrotne (C4H8):
CH3CH2CH=CH2 – but-1-en
CH3CH=CHCH3 – but-2-en